# كبرياء وتحامل (مسلسل)
كبرياء وتحامل هو مسلسل تلفزيوني بريطاني لعام 1995. أنتجته سيوبيرتويستل وأخرجه سيمون لونجوتون، وقام اندريو دافيس بتجميعه في شكل حلقات عن الرواية الأصلية لجان اوستن.
هذا النص مطابق لحد كبير النص الأصلي  ولكنه ملئ أيضا بالدعابة والحيوية، وهذا مما دفع الكثير من المشاهدين إلى«اكتشاف جان اوستون ليس فقط ككاتبه أكاديمية» مما شجع نوع جديد من الاهتمام نحو رواياتها. أنتجته شركة بى بى سى بالتعاون مع شركة ارتس & انتيرتينمينت نت ورك (entertainment network) وأصبح أهم وأكبر الأعمال في بريطانيا العظمى وفي الدول الأخرى التي تهتم بالثقافة البريطانية، محققا دور هام في مهنة الكاتب البريطاني كولين فيرث  واكتسب العديد من الجوائز في عام 1996 , من بينها جائزة التلفزيون الأكاديمي البريطاني والتي حصلت عليها الممثلة جينيفراهل ك «أفضل ممثله» وجائزة ايمى للأزياء. وقد صنفته جريدة تايمز (هو خليط روحي للعلاقات الاجتماعية، المحبة ببراعة نحو الطموحات والأوهام التي تمثل النبل في الضاحية), أوحى المسلسل إلي الكاتبة هيلين فيلدنج لكتابة رواياتها مذكرات بريدجت جونس 

الأحداث

## الحلقة الأولى
ذهب السيد بينجلى، رجل نبيل من شمال انجلترا، في زيارة إلى نيثرفيلد في هيرتفوردشير بنية الانتقال إليها. انتشر خبر وصوله، وتمنت السيدة بينيت بان يتزوج إحدى بناتها الخمس: جان، إليزابيث، مارى، كيتي وليديا. في حفلة الرقص في المدينة، حدث نوع من الإعجاب بين جان وبينجلى، على عكس صديقه فيتزويليام دارسي فهو يكره صحبة المدعوين وعلق على إليزابيث بأنها (لا تستمع إلى الآراء جيدا) وأنها «إلى حد ما مقبول وليس بما فيه الكفاية لتغريه». في اليوم التالي قامت كارولين أخت بينجلى بدعوة جان إلى نيثرفيلد ولكنها مرضت أثناء الزيارة. واضطرت أختها إلى البقاء، إليزابيث والتي تم دعوتها الي نيثرفيلد لمدة يومين. أثناء زيارتها حدثت العديد من الحوارات لأذعه بينها وبين السيد دارسي.

## الحلقة الثانية
ذهب السيد كولينز – رجل دين غريب الأطوار – في زيارة أعمامه عائلة بينيت. كان ينوي ويليام كولينز أن يرث أملاك لونج بورن بعد وفاة السيد بينيت، لذلك تمنى أن يتزوج إحدى بنات عمه واختار إليزابيث من بينهم.أثناء نزهه في قرية ميرتون، تعرفت الأخوات بينيت على عضو جد في القوات العسكرية، جورج ويكهام، وقد ربطتهم صداقه سريعة ومبكرة. علمت إليزابيث من ويكهام أن والد دارسي كان مغرم بيه ولكته بعد وفاته رفض الميراث الذي تركه، معترضا بذلك على إرادة والده. الأمر الذي عمل على زيادة استياء إليزابيث نحو السيد دارسي على الرغم من أنهم كانوا يتواجدوا معا يرقصان في نيثرفيلد. أثناء الرقص، بدت الأخوات بينيت سخفاء من وجهة نظر كلا من دارسي وبينجلى بحيث انتهى الأمر بان يكونوا الوحيدين الذين تمت مشاهدتهم في نيثرفيلد. طلب السيد كولينيز الزواج من إليزابيث ولكنها رفضته بالرغم من إصرار والدتها، وقامت صديقتها شار لوت بدعوة كولينز للبقاء في كازلودج.

## الحلقة الثالثة
وافقت شار لوت على الزواج من السيد كولينز، مذلا بذلك إليزابيث التي فقدها. بعد مغادرة بينجلى إلى لندن، قررت جان أن تمضى بعض الوقت عند أعمامها في لندن، جاردنير. بمجرد وصولها إلى المدينة، عمل أخوات بينجلى على عدم وجود أمكانيه للارتباط بين أخوهم وجان، لذلك عاملوها ببرودة شديدة وحاولوا منعها من رؤية تشارلز بالاتفاق مع دارسي.على العكس كانت إليزابيث تقيم في هيثرفورد، والتي تحدها روزنجز بارك ويوجد هناك محل إقامة السيدة المغرورة كأثرين دى بورغ، عمت دارسي. قابلت دارسي أكثر من مرة واكتشفت انه المسئول عن التفرقة بين بينجلى وجان. بعد فترة قليلة طلب دارسي الزواج منها، معبرا لها عن حبه الشغوف بالرغم من أصوله المتواضعة، رفضت إليزابيث، لمح دارسي عن السلوك المحرج لعائلتها بينما تعكس له شخصيته المغرورة المتعجرفة بالاضافه إلى شراسته وسخريته نحو ويكهام وجين.

## الحلقة الرابعة
وجه دارسي خطاب طويل إلى إليزابيث مبررا فيه أفعاله نحو وكهام ونحو بينجلى وجان. قد حاول ويكهام التقرب من شقيقته الصغرى جورجيانا من اجل المال.أما فيما يتعلق بجان، على العكس، فان دارسي اعتقد أن مشاعرها نحو بينجلى ليست عميقة بالقدر الكافي، بالاضافه إلى نيته في إنقاذ صديقه من ارتباط مع عائلة مثل هذه قليلة الشأن، الأمر الذي لم ينجح في فعله هو شخصيا. بمجرد العودة إلى لونجبورن، وافق السيد بينيت أن تتبع ليديا المليشيات العسكرية في بريطانيا، وان تكون ضيفة زوجة الكولونيل. رحلت إليزابيث في رحلة مع عائلة جاردينير، والتي تتضمن بين مراحلها المختلفة،
زيارة إلى مكان إقامة السيد دارسي، بيمبيرلى، وذلك أثناء غياب المالك عن المنزل. وبمجرد رؤية العقار رحبت مدبرة المنزل بهم واستقبلتهم وقد عبروا لها عن أعجباهم الشديد بالشخصية الحسنة والكريمة التي يمتلكها المالك. في هذه الأثناء وصل دارسي إلى بيمبيرلى وغطس في البحيرة ليسترخى من اثر السفر، خلال هذا الاجتماع الغير متوقع والمحرج بين الاثنين، تعامل دارسي بطريقة غريبة وودية مع جاردنير، على الرغم من انتمائه إلى طبقة اجتماعيه متواضعة.

## الحلقة الخامسة
زار كلا من دارسي وجورجيانا وبينجلى الفندق الذي يقيم فيه عائله جاردنير ليدعوهم ثلاثتهم لليوم التالي. في بيمبيرلى، عزفت جورجيانا وإليزابيث بينما كانت الأخيرة ودارسي يتبادلان النظرات. في الصباح التالي، تسلمت إليزابيث خطابين من جان التي أخبرتها فيهم بان ليديا هربت مع ويكهام، وأثناء قرأتها لهذا الخطاب المزعج وصل دارسي الذي ساعدها على الهدوء. في الحال، رحلت إليزابيث وعائلة جاردنير إلى لونج بيرن ليساعدوا السيد بينيت في البحث عن الهاربين، اعتقدت إليزابيث بأنها لن تتمكن من رؤية السيد دارسي مرة أخرى. بعد فتره قليلة، كتب العم جاردن بأنه قد وجد ليديا وويكهام في لندن ولكنهم ليسوا متزوجين. لتجنب الفضيحة، على عكس السيد بينيت، تم الاتفاق مع ويكهام لإتمام الزواج في اقرب وقت ممكن.

## الحلقة السادسة
عاد الزوجان الجديدان لزيارة لونج بيرن وتجنبت ليديا حضور دارسي حفلة زفافهما. بعد طلب توضيحي من إليزابيث، أجابت عليها السيدة جاردنير في خطاب انه في الواقع كان دارسي هو الذي وجد الهاربين وتحمل كل النفقات ليقنع ويكهام بان يتزوج ليديا. عدوا عائلة بينجلى ودارسي إلى نيثرفيلد، وقام تشارلز بمسعدة صديقه، من طلب الزواج من جان وتمت خطبتهم رسميا.بعد فترة قليلة وصلت الليدى كاثرين دى بورج إلى لونج بيرن، التي كانت تأمل أن يتزوج دارسي من ابنتها، وطلبت من إليزابيث أن تنفصل عن دارسي. بعد الإجابات المراوغة أخبرتها باه ليس خبرا حقيقا ورفضت أن توعدها بالزواج من دارسي.أثناء قيامها بنزهة، أخبرت دارسي بأنها عرفت بشان ما قام بيه م اجل الزواج بين ليديا وويكهام، في الحال اعترف دارسي بمشاعره نحوها وانها في تللك اللحظة اختلفت. في المنزل طلبت إليزابيث الإذن من والدها لتتزوج من دارسي، بالرغم من المفاجأة، ووافق على طلبها. انتهى المسلسل مع اثنين من الزيجات: جان وبينجلى، إليزابيث ودارسي.

## الشخصيات الأساسية
إليزابيث بينيت: تؤدى الدور جنيفر اهل، وتقوم بالدبلجة فرانشيسكا فيورنتينى.
شخصية مؤنثه وهي بطلة الرواية، فتاة ذكية ولامعة. هي الابنة الثانية للزوجين بينيت، وتحب السيد دارسي والتي ستتزوجه .
فيتزويليام دارسي: يؤدى الدور كولين فيرث، ويقوم بالدبلجة ماوريتسيو رومانو. .
بطل الرواية، رجل غنى يمتلك بيمبيرلي، بالرغم من انتمائه إلى طبقة اجتماعية عاليه إلا انه وقع في حب إليزابيث وهي من طبقة اجتماعيه منخفضة .
جان بينيت: تؤدى الدور سوزانا هاركر، تقوم بالدبلجة باولا فالنتينى.
هي الابنة الكبرى لعائلة بينيت، أعجب بها تشارلز بينجلى وتزوجها من اجل جمالها وطيبتها .
تشارلز بينجلي: يؤدى الدور كريسبن بونهام كارتر، ويقوم بالدبلجة البيرتو كانيفا.
نبيل غنى يستأجر نيثرفيلد، رجل بسيط ومحب على عكس تكبر وغرور أختاه، كارولين ولويزا .
السيد بينيت: يؤدى الدور بنيامين ويترو، ويقوم بالدبلجة ايميليو كابوتشو .
هو والد إليزابيث، ترتبط بيه بشكل شخصي، مالك لونجبورن .
السيدة بينيت: تؤدى الدور اليسون ستيادمان، تقوم بالدبلجة أورورا كانشيانى .
هي والدة إليزابيث، سيدة حمقاء، كل ما يشغل بالها هو إيجاد زوج لبناتها .
جورج ويكهام: يؤدى الدور ادريان لوكس .
هو صديق دارسي منذ الطفولة، بسبب منظره الرائع والعجيب أصبح جندي في العسكرية تحت قيادة ميرتون .
في البداية قام بإغواء جور جانا دارسي وبعد ذلك ليديا بينيت إلى تزوجها .
ليديا بينيت: تقوم بالدور جوليا صوالحه . هي الابنة الأخيرة في الأخوات بينيت . دللتها والدتها وتتصرف بطريقه وفاسدة وتحب الغزل . هربت مع ويكهام التي تزوجته بعد تدخل دارسي وعائلة جاردنير .
كارولين بينجلي: تؤدى الدور آنا شانكلاور، وتقوم بالدبلجة بار بارا بيرنجو جاردين . هي أخت تشارلز بينجلي، كانت تأمل بان تتزوج من دارسي . كانت تعترض بشدة على زواج جان من أخيها تشارلز .
ليدي كأثرين دى بورغ: تؤدى الدور بار بارا لي هانت، تقوم بالدبلجة ألينا مورادى .
هي عمة- خالة دارسي وهي ارستقراطية، عضوه في جمعية خيرية للسيد كولينز . لديها ابنه واحدة انا، كانت تأمل بان تزوجها لدارسي، كانت تتمنى لو أن إليزابيث تتراجع عن الزواج من دارسي .

## المنشأ ومرحلة ماقبل الأنتاج
في السابق، كانت رواية جان أوستن (الكبرياء والتحامل) موضوع العديد من الأعمال التلفزيونية والسينمائية، من بينهم خمسة اصدرات تلفزيونية باللغة الإنجليزية قامت شركة إل بى بى سى بإنتاجهم في الأعوام (1938, 1952, 1958 , 1967 , 1980). في خريف عام 1986 , بعد معاينة أول نسخة من هذه الأعمال التلفزيونية لرواية جان أوستن (دير ثورثانجير) وافق كلا من المنتجة سوبيترويستل واندريو دافيز بان يقوموا بتحويل رواية كبرياء وتحامل، إحدى كتبهم المفضلة، إلى عمل تلفزيوني .
رأت بيرتويستل، على وجه الخصوص، أن النسخة الجديدة من الممكن أن تكون قد حسنت التكيفات التلفزيونية السابقة، والتي على حسب قولها (ضعيفة، وغير شعرية).
اضطر ديفيز إلى تغير خطته الأصلية من 5 إلى 6 حلقات بسبب متطلبات البرمجة . عرضت بيترويستل وديفيز النصوص الثلاثة الأولى إلى الإذاعة التلفزيونية المستقلة في نهاية عام 1986 , ولكن بسبب المشاركة في الفيلم الأخير اوستينين تم وضع المشروع على أهبة الاستعداد . عندما أعلن التلفزيون المستقل عن اهتمامه المتجدد والمستمر عام 1993 , كلف مايكل ويرينج من شركة إل بى بى سى بكتابة السيناريو النهائي وخرج المشروع بفضل التمويل المشترك من الولايات المتحدة من شركة ارتس & انتيرتينمين.
بدأ المخرج سيمون لانجتون وفرقة الفنانين مرحلة ما قبل الإنتاج بين شهري يناير وفبراير لعام 1994.
<<تمت معالجة النص باختراع كبير، ولكن إذا أردنا أن يكون صحيحا على الإطلاق، يجب علينا سماعها من شخص ما في الراديو>> .
(بالإنجليزية: « We treated the story with great respect, but if we wanted to be utterly faithful, we would have got someone to recite it over the radio. »)‏
من اجل أن نبقى أوفياء للهجة ولروح الرواية الأصلية، أرادت بيترويستل وديفيز بإنتاج (قصة حية وجديدة عن أناس حقيقيين). ليست كتلك (التي أذاعتها إل بى بى سى في أجازه يوم الأحد في فترة الشاي). من اجل التأكيد على الجنس والمال كعناصر مرشده للقصة، تحول ديفيز عمدا من التركيز على الشخصية إليزابيث إلى الثنائي «إليزابيث ودارسي» وأشار إلى دور دارسي في الحل السردي في وقت سابق بكثير عن الرواية . كان التحدي التقني الأكبر هو التكيف مع الخطابات المطولة التي ظهرت في النصف الثاني من الرواية: وذلك من خلال قرأتها عن طريق الأبطال واستخدام تقنيات مثل الصوت الخارجي والفلاش باك. أضاف ديفيز بعض المشاهد من اجل توضيح الأحداث للجمهور الحديث مع ترك معظم المحادثات الأصلية سليمة .

## فريق العمل
بحثت المنتجة بيرتويستل والمخرج سيمون لانجتون عن فنانين لديهم جاذبية وسحر مناسبين لأهل ارجورجيانى . كان اختيار الأبطال الرئيسين مثل فتاه الحادي والعشرين إليزابيث بينيت والثامن والعشرين فيتزويليام دارسي له أكبر الأثر على باقي الممثلين في فريق العمل . قاموا بإجراء مقابلات لأكثر من مائة فنانه يترو احن بين 15 ,18 سنه، وقامت العديد منهن بتمثيل بعض المشاهد في استوديوهات التلفزيون مع الماكياج والملابس . تم اختيار الممثلة البريطانية الأمريكية جنيفر أهل من بين نصف دزينة من المرحات الأخريات لدور إليزابيث، الابنة الثانية في عائلة بينيت والابنة الامعه والمفضلة لدى والدها .
على وجه الخصوص، أرادت بيرتويستل كولين فيرث، والذي كان في ذلك الوقت ممثل بريطاني ذو الثلاثين عاما ولم يكن ذو شهرة كبيرة، من اجل لعب دور الغنى والمتكبر دارسي . عملت بيرتويستل معه من قبل في منتصف الثمانينات في فيلم تلفزيوني «الفنانات الهولنديات» ولكن فيرث رفض مرارا اقتراحها بقراءة حتى نص جين أوستن . ومع إصرار بيرتويستل وعمق شخصية دارسي استطاعت في النهاية إقناعه بقبول جزءه.
قام بنيامين ويهترون واليسون سيتيدمان بلعب دور الزوجين بينيت، لا يمتلكون المال وأيضا منغمسين في أنفسهم، تم عرض الدور على ستيدمان دون الاختبار.
تم اختيار أخوات إليزابيث الأربعة، تتراوح أعمارهم بين 15 ,22 سنه، وتحديدا بحيث لا يوجد شبه بينهم . تم اختيار سوزانا هاركر من اجل لعب دور الأخت الكبرى الجميلة جين . هاركر هي ابنة الفنانة البريطانية كابولى ادامز والتي لعبت دور جين في النسخة السابقة «كبرياء وتحامل» لعام 1967. لوسي بيريس، بولي مابيرلى، جوليا صوالحه من اجل القيام بادوار الثلاث أخوات الأصغر سنا من إليزابيث : مريم الهادئة، كيتي الحساسة، وليديا التافهة والعنيدة . أيضا لم يتم إجراء اختبار جوليا من اجل دورها، وذلك بسبب ما تمتلكه من خبرة كبيرة في التلفزيون تتجاوز 10سنين (كانت ضمن فريق عمل المسلسل رائعة تماما).
قد تم اختيار ديفيز بامبر من اجل القيام بدور السيد كولينز : رجل دين غريب الأطوار، ابن عم السيد بينيت . قامت لوسي سكوت بلعب دور شارلوت لوكاس، أفضل صديقه لإليزابيث، وزوجة كولينز .
وجد المنتجون أن كريسبن بونهام كارتر يمتلك كافة الصفات التي تؤهله لمساعدة كولين فيرث / ممثلا دور الغنى والطيب تشارلز بينجلى (الجزء التلفزيوني الأول مهم للمثل).
في البداية اجروا له اختبار للعب دور جورج ويكهام، جندي في العسكرية والذي يخفى وراء جماله طمعه وتبذيره، ولكن في النهاية تم اختيار أدريان لوكس.
انا شانشيلور، المعروفة بدورها في هنريتا أربعة أعراس، تقوم بدور كارولين بينجلى . ومن الغريب أن الممثلة هي قريبه إلى حد ما م جين أوستن وهي السليل المباشر للشقيق الأكبر للاوستن، ادوارد .
كان من الصعب على المنتجين اختيار الشقيقة الصغرى لدارسي، جورجيانا، لأنهم كانوا يبحثون عن ممثلة شابه تبدو بريئة، خجولة ولكن متكبرة وتستطيع اللعب على البيانو . بعد اختبار أكثر من 70 من الممثلات، اقترح سيمون لانجتون ابنة جوانا ديفيد (السيدة جاردنير): ايميليا فوكس .
قد تم اختيار بار بارا لي هانت من اجل القيام بدور العمة المتعالية لدارسي، الليدى كأثرين دى بورغ، دون إجراء اختبار . الممثلة هي العرابة من ابنة جودى دنش، لتلعب دور الليدى كاثرين دى بورغ في الإصدار كبرياء وتحامل لعام 2005.

## الأماكن والتصوير
تكلفت ميزانية التصوير حوالي مليون جنيه إسترليني للحلقة واستغرق تصوير حلقات المسلسل الستة حوالي 20اسبوع . عمل الإنتاج حوالي 10ساعات ونص في اليوم باستثناء وقت الماكياج والأزياء . بدأ فريق العمل بقراءة السيناريو قبل بداية التصوير بأسبوعين، بالإضافة إلى دروس تعليم الرقص والمبارزة وركوب الخيل . تم تجميع مشاهد تم تصويرها في نفس المواقع الجغرافية، ومن اجل إظهار الفروق في الفصول، تم التصوير بين يونيو ونوفمبر من عام 1994. يأتي التصوير بعد مرحلة ما بعد الإنتاج، والتي انتهت في شهر مايو من السنة التالية .
تم استخدام 24 موقعا للتصوير، وكثير منها يمتلكها الصندوق الائتماني الوطني، وهناك 8 مواقع تم تصويرهم في الأستوديو. وتمشيا مع الفوارق الاقتصادية بين الشخصيات الرئيسية، منزل عائلة بينيت، لونج بيرن، والذي تم تصميمه كمنزل متواضع ومريح، بينما تركة بيمبيرلى والتي تعود إلى ملكية دارسي، تم تصميمها لتبدو (مكان غاية في الجمال) وذلك من اجل تسليط الضوء على الذوق السليم وتاريخ الارستقراطية الإنجليزية .
كان أول موقع اختاره المنتجين لاكوك في ويلتشير، وهي قرية ميرتون الخيالية . في المناطق المجاورة لها، تم تحويلها إلى مشاهد للمناطق في لونجبورن . تم اختيار ليم هال في شيشابر مثل بيمبيرلى، ولكن المشاكل التنظيمية أجبرت الإنتاج إلى استبدال التصوير في سديرى هال في ديربيشير.
كان من الضروري أن تظهر تركة السيدة كأثرين دى بورغ، روزنجز، فخمة بشكل مفرط ومن اجل إظهار الإحداث الغير سارة للمالكة، ومن اجل هذا الهدف، اختار المنتجون منا نيلتون في جرنشام في لينكولنشير . كانت ركتوى القديمة في تيه، هي المكان القانوني، حيث الإقامة المتواضعة للسيد كولينز .
تم استخدام صالة ايدجكوت في بانبرى، في اكفوردشير، من اجل تصوير المشاهد الداخلية والخارجية في نيثرفيلد، ملكية بينجلى، بالإضافة إلى صالة بروكت في مدينة ويليون جاردن، حيث تم تصوير مشهد حفله الرقص . تم تصوير مشاهد في الفندق وفي الشوارع في لندن في مستشفى اللورد ليكستر في ورايوك ورامزجيت حيث تخطط هروب ويكهام وجورجيانا هروبهم تم تعيينها في منتجع ويستون سوبر مير في سومرست.
</gallery>
</gallery>
</gallery>
</gallery>
</gallery>
</gallery>
</gallery>

## الأزياء والمكياج
بالنسبة لقصة بدأت في السنوات الأولى من القرن التاسع عشر، فأن تصميم الماكياج والأزياء استغرق مزيد من الوقت أكثر من إعداد أي فيلم معاصر.يجب أن تنعكس الشخصية وثراء الشخصيات في الملابس، فعلى سبيل المثال، لاترتدى الاخوات الاترياء ملابس عليها طبوع ويزينزا شعرهم بريش كبير .
أثبتت المخزون التابع BBC في القرن التاسع عشر من الملابس بأنه كافي، وأنها كانت تستخدم للاضافات فقط.كما فعلت الممصممه ديانا كولين بأقامه حفلات كبيرة للماكياج.فقد قامت بزيارة المتاحف للتوصل للإلهام بحثا عن الملابس التي من الممكن أن تجذب الجمهور الحالى . كان اليزابيث يرتدي الالوان التي تثير الأرض والتي صممت لتكون الحركات بسيطة وطبيعية وذلك تمشيا مع الطابع وحيوية الشخصيته.علي العكس من ذلك أختار كولين الالوان مثل الأبيض الشاحب وكريم الملابس للسيدات الاخريات بينت، وكذلك لتسليط الضوء علي البراءة والبساطة.
فعلي العكس فأن الالوان الشائعة يستعملها الاخوات بينجلي ووالسيدة كاترين دي بورجى، التي استوحت ملابسها من صورة الملكة كارولين، زوجة الملك جورج الرابع من المملكة المتحدة.
شاركت كولين فيرث بخزانة ملابسها لشخصيتها، مفضله الألوان الداكنة تاركه الألوان الفاتحة لبينجلي. رغم عدم وجود ادله واضحة في الرواية على هذا الموضوع، طالب المنتجين من كولين فيرث صبغة البني الفاتح الطبيعية للشعر الأسود والرموش والحاجبين.وقبل بدأ التصوير، طُالب من الطاقم الآخر المشارك في التصوير بأن ينمى شعره ويحلق شاربه . تخيل فنان الماكياج كارولين نوبل شخصية السيد كولينز بشفتة العليا حيث تفوح منه رائحة العرق الرطبة جدا؛ وكذلك ثقل شعر ديفيد بامبر الذي اعط له شعري طويله جدا التي جلبت له الصلع. لقد استخدمت ثلاثة باروكات داكنات للشقراء جينفر اهيل لتغطيه شعرها الأشقر وكذلك أعدت باروكه للأليسون ستيدمان ذات الشعر المجعد التي سمحت لها بالتشديد علي الحركات العصبية للسيدة بينيت.
بالنسبة لسوزانا هاركر (جين) كان الشعر ابيض قليلا لتسليط الضوء علي الاختلاف بينها وبين شعر اليزابيث، وكذلك شعورهن بالاسلوب الاغريقي القديم لتسليط الضوء على جمال الشخصية (للهروب لزمن الاوستن).وبالتوافق مع جين اوستن نفسها وهي ليست جذابه، وهي تعرف بانها الاخت الوحيدة لبينيت، وقد تحقق الوجة الصحيح لماري مضيفا بعض النقط الحمراء علي وجه الممثلة لوسي برايرز، كان شعرها لامع لتحقيق وجه باهت وتسريح الشعر لابراز الاذن الجاحظه. بما أن شخصيات كيتى وليديا شخصيات شابه جدا تمتلك شعر ترعاه الخادمة. ان تمشيط الممثلات لم يتغير كثيرا: وبالنسبة لكيتى فكرت في تسريحه معقدة قليلا، ولكن بالنسبة لليديا كانت بمظهر منفوش قليلا.

## الموسيقى والرقص
جوله في تركيا
كارل ديفيس الذي عمل بالموسيقي حيث قام بالفعل بالتعديل في الروايات القديمة ل BBC في منتصف السبعينات واتصل به بير تويستل في الفترة ماقبل الإنتاج لاختياروتأليف الموسيقي التصويريه للكبرياء والعدالة.بهدف توصيل روح وحيويه الرواية وعشق البلد في القرن التاسع، التي كانت مستوحاة من الموسيقي القديمة علي وجه الخصوص ثمانيه بيتهوفن في هذه الفترة.

## أفلام الفيديو المنزلية
تم توزيع الفيلم على أشرطة فيديو في المملكة المتحدة. في الأسبوع التالي لبث الحلقة النهائية، وفي خلال ساعتين فقط تم بيع 12 ألف نسخة من أشرطة الفيديو التي أنتجتها شركة إل بي بي سي لدرجة أن المتحدث عن نفس الشركة بالإعلان عن ظاهرة ضخمة (وصل بيع أشرطة الفيديو إلى النصف، بالرغم من أن المشاهدين قادرون على تسجيل الحلقات في المنزل مجانا).
وبحلول نهاية الأسبوع الأول تم بيع أكثر من 70الف نسخة، وفي السنة الأولى ارتفع العدد إلى 200الف نسخة . كانت الاسطوانات شعبية جدا هي والكتاب، وأيضا الرواية كبرياء وتحامل الذي نشرته كتب بتغوين، تم بيع أكثر من 20الف نسخة في وقت قصير .
قد تم توزيع هذا المسلسل على دي في دي أربع مرات، الطبعة الأولى في عام 2000, في نسخة رمستر الرقمية بمناسبة الذكرى السنوية العاشرة في سبتمبر 2005 , وفي نيسان 2007 , كجزء من المسلسل، وبالنسبة لطبعة 2005 , تم توزيعها أيضا في إيطاليا 2007 عن طريق «عالم الترفيه المنزلي», الذي أنتج أربع DVD تحتوى على محتوى المسلسل، وأخرها تلك التي تحتوى على فيلم وثائقي مدته 27 دقيقه، تم تصويره في عام 1999 , بعنوان كبرياء وتحامل .
تم تحويله إلى نسخة عاليه الوضوح بلوراى في شهر أكتوبر لعام 2008 . لم يتم بث نسخة hd في التلفزيون، شركة ال بي بي سي رفضت إذاعة مسلسل 16مم hd . تم نشر النسخة المستعادة على هيئة DVD في مارس 2009 . صدرت بلوراى في 14 أبريل لعام 2009 .

## الجوائز
حصل مسلسل كبرياء وتحامل على 6 ترشيحات لجوائز «جوائز الأكاديمية البريطانية للتلفزيون» لعام 1996 , من بينهم «أفضل مسلسل درامي» و «أفضل أزياء» حصلت جنيفر أهل على جائزة «أفضل ممثله» بينما صعد كلا من كولين فيرث وبنيامين ويهترو في الترشيحات لجائزة «أفضل ممثل».
فاز فيرث طبقا لنقابة الإذاعة والصحافة «أفضل ممثل» وفي نفس الطبعة، فاز بجائزة الإنتاج «أفضل مسلسل درامي».
تم ترشيح المسلسل أيضا لنيل ثلاث جوائز من ايمى عام 1996 : «أفضل مسلسل صغير» «أفضل كاتبة عن مسلسل قصير» «أفضل تصميم للرقصات», وفاز بجائزة أفضل ملابس .
حصل كبرياء وتحامل على العديد من الجوائز الأخرى من بينها جائزة الأقمار الصناعية، جائزة بيبودي، وجمعية نقاد التلفزيون . منحت نقابة الكتاب في بريطانيا العظمى جائزة أفضل سيناريو ل أندريو ديفيس .

## الأهمية
في بريطانيا، تعد كبرياء وتحامل لجين أوستن هي النسخة الأكثر شعبية . لمدة تزيد على عشر سنوات على كتابتها، لم تتأثر شعبيتها ويبقى المسلسل التلفزيونى التي انتجته أل بى بى سى الأكثر نجاحا . وخلال إذاعة المسلسل، حققت الرواية نفسها لجين أوستن طفرة في المبيعات ليصل إلى 35 ألف نسخة في أسبوع واحد .
عند إجراء استطلاع، أقامه معهد الفيلم البريطاني، ل 2000 من المتخصصين في هذا المجال، احتل المسلسل المرتبة 99 من 100 أفضل برنامج تلفزيوني إنجليزي في القرن العشرين . صنف برنامج راديو تايمز المسلسل ضمن قائمة «أفضل 40 برنامج تلفزيوني لم يسبق من قبل» في عام 2003 . صنفته مجلة انتيرتينمينت ويكلى بأنه واحد من أفضل 20مسلسل لكل وقت . في عام 2007 , صرح مجلس الفيلم البريطاني (UK FILM COUNCIL). بان كبرياء وتحامل أصبح واحدا من الأعمال الدرامية التلفزيونية التي تهتم بالتاريخ والثقافة البريطانية .
أصبح موقع التصوير، على وجه الخصوص، ليم بارك، مقصد السياحة السينمائية ويأتي لزيارته ما يفوق على ثلاثة أضعاف، بالإشارة إلى ارتباطه بالمسلسل ويذكره المرشدين السياحيين . كولين فيرث، في دوره السيد دارسي، وقع في حبه الملايين من المعجبين البريطانيين، واكتسب الكثير من شهرته عن طريق هذا المسلسل . أعلن بعض الصحفيين أنهم لم يروا من قبل مثل هذه الهستريا منذ زمن بيتالمينيا في الستينيات. وأيضا في 2007 , تم اعتبار كوليين فيرث ك «السيد دارسي، المثالي، الغنى، الوسيم والشهم».
بين المعجبين أيضا الكاتبة هيلين فيلدينج، مؤلفة كتاب يوميات بريدجت جونز والتي استوحت روايتها من رواية جين أوستن، بالإضافة إلى الإشارة إلى كولين فيرث أكثر من مرة، فيلدينج اختارته للقيام بدور مارك دارسي في فيلم سينمائي مع رنيه زيلوغر وهيو غرانت .

## مشهد البحيرة
غالبا ما يرتبط المسلسل بمشهد في الحلقة الرابعة، وفيه السيد دارسي قد انتهى لتوه من السباحة في بحيرة بيمبيرلي، ليقابل بالصدفة إليزابيث . عندما كتب ديفيز هذا الجزء (الذي لا يمت بصلة إلى رواية أوستن) لم يرد تسليط الضوء على إليزابيث ودارسي بشكل غريب، ولكنه ابتكر : مشهد ممتع حاول فيه دارسي الحفاظ على كرامته، في حين انه مبلل وملابسه غير لائقة ".
اعترضت ال بى بى سى على الخطة الأولية التي كتبها ديفيز وهي جعل مشهد دارسي يبدو بدون ملابس، وفي الوقت نفسه، تجاهل المنتجين فكرة جعل كولين فيرث يرتدى ملابس غير محترمة، معتبرين اقتراح سخيف . انتهى المشهد على فيرث مرتدي قميص من الكتان، السراويل والأحذية الطويلة . البديل، الذي ظهر في جزئية الغطس، تم التعاقد معه تجنبا لخطر العدوى بداء اللولبية النحيفة في لايم بارك . تم تصويره تحت الماء في حين يبدو جزء قصير منفصل من فيرث موجود في حوض من استوديوهات ابيلينغ في منطقة غرب لندن .
وصفت صحيفة الغارديان مسرح البحيرة «واحدة من أكثر اللحظات التي لا تنسى في تاريخ التلفزيون البريطاني». ويحتل المرتبة ال 26 لعام 1999 ضمن اعم لحظات التلفزيون من مصدر القناة البريطانية 4 , بما في ذلك برنامج الموت على الصخرة وحرب الخليج . سارة ليال من صحيفة نيويورك تايمز أجرت مقارنة بينه وبين مشهد من مارلون براند في مقالة اسمها الرغبة، ووفقا للمسح البريطاني فانه يحتل المركز السادس في ترتيب الصور الراسخة أو المشاهد المحظورة في الأفلام .
حتى في بعض الأعمال ألاحقة لكولين فيرث، لمح إلى التالي : المخرج الكاتب رتشارد كورتيس صور السقوط في الماء كأنه السقوط في حب الحقيقة – الحب الحقيقي حيث الفوضى، بريدجت جونز، شخصية فيرث في الفيلم لعام 2007 سانت ترنينز غرق في نافورة مع قميص مبلل قبل لقاءه مع حبه القديم، قام القائمين على الإنتاج في التلفزيون المستقل لعام 2008 قامت بمضاهاتها في مشهد البحيرة في رواية كبرياء وتحامل .

## روابط خارجية
- كبرياء وتحامل على موقع IMDb (الإنجليزية)
- كبرياء وتحامل على موقع الموسوعة البريطانية (الإنجليزية)
- كبرياء وتحامل على موقع روتن توميتوز (الإنجليزية)
- كبرياء وتحامل على موقع ألو سيني (الفرنسية)
- كبرياء وتحامل على موقع أول موفي (الإنجليزية)
- كبرياء وتحامل على موقع قاعدة بيانات الأفلام السويدية (السويدية)
- كبرياء وتحامل على موقع ليتربوكسد (الإنجليزية)
- كبرياء وتحامل على موقع كينوبويسك (الروسية)
- كبرياء وتحامل على موقع ألو سيني (الفرنسية)
- كبرياء وتحامل على موقع قاعدة بيانات الفيلم (الإنجليزية)